# ニュースジャパン (インターネットサイト)
ニュースジャパン（NewsJapan）は韓国語で日本のニュースを流す専門メディアである。日本で起こった事件や事故及び新聞社の社説などを韓国語で報道する日本のニュースのインターネット媒体として2005年10月に創刊された。
日本のニュースを客観的な視点で確認して伝え、中立的な立場で日本の右翼・左翼を同時に扱うのが特徴。
ニュースジャパンは特定非営利活動法人アジアの平和と友好を考える会アンサーアジア(Answer Asia)の活動の一環であり、海外在住外国人として日本で初めて申請し大阪府に認証されたNPO法人でもある。
ニュースのほかに多彩なコラムニストによるコラムも掲載し、国会議員・河野太郎、漫画家・ビッグ錠、写真家・長島義明らも名を連ねる。

## 記事
- "ニュース・ジャパン、バンコク発、韓国語ネット新聞 -日韓の新しい交流の場に-"
- 「親日」「反日」超え日本報道 韓国ネット新聞人気
- "韓国人、アジアの平和を目指して日本でNPO法人設立" - JANJAN
- 일본 좌 우익 논조 비교 사이트 눈길
- "일본시민사회 프런티어" - 시민사회신문
- "아시아 단결 못하면, 세계무대서 도태될 것"